# Мечислав Яструн
Мечи́слав Я́струн (пол. Mieczysław Jastrun), 29 жовтня 1903, Королівка — 22 лютого 1983, Варшава) — польський поет і перекладач, критик, родом з с. Карлівки, тепер Тернопільської області; 1939—1941 жив у Львові.
Автор кількох збірок поезій. З української перекладав твори Тараса Шевченка, Павла Тичини, Максима Рильського.